# Leiotettix sanguineus
Leiotettix sanguineus is een rechtvleugelig insect uit de familie veldsprinkhanen (Acrididae). De wetenschappelijke naam van deze soort is voor het eerst geldig gepubliceerd in 1906 door Bruner.